# 11428 Alcinoös
11428 Alcinoös là một tiểu hành tinh, được phát hiện ngày 24 tháng 9 năm 1960 by C.J. van Houten và I. van Houten-Groeneveld. Tiểu hành tinh này được phân loại là một thiên thể Troia của Sao Mộc. Nó được đặt theo tên Alcinous, một vị vua đã cung cấp chỗ ở cho Odysseus.